# Camille Depuiset
Camille Depuiset, née le 19 octobre 1998 à Dijon, est une joueuse française de handball évoluant au poste de gardienne de but.

## Biographie
Pensionnaire du pôle espoir de Dijon, Camille Depuiset rejoint le centre de formation du Toulon Saint-Cyr Var Handball à l'été 2015.
Elle découvre la première division lors de la saison 2016-2017 après la blessure d'Alexandra Bettacchini. Pour sa première saison dans l'élite, Camille Depuiset comptabilise 18 apparitions pour 72 arrêts.
À l'été 2017, elle est retenue en équipe de France junior pour disputer le championnat d'Europe en Slovénie. L'équipe de France remporte la compétition en dominant la Russie en finale (31-26).
En 2019, alors seulement troisième gardienne de l'effectif de Toulon, elle rejoint le Bourg-de-Péage Drôme Handball.
2022 marque un tournant dans la carrière de la joueuse : en janvier, elle signe au Metz Handball à compter de la saison 2022/2023 puis en octobre, elle connait sa première sélection en équipe de France A,.

## Palmarès

### En club
compétitions nationales

### En sélection
Championnats du monde
- médaille d’or au championnat du monde 2023

#### Autres
- vainqueur du championnat d'Europe jeunes en 2017